# Athene (departement)
Athene is een voormalig nomos in de Griekse regio Attica. Het bestuurlijke centrum was de gelijknamige gemeente Athene en het departement had 2.664.776 inwoners (2001).
Nomos Athene is sinds 2011 na het kallikratisprogramma onderverdeeld in vier periferie-districten (perifereiaki enotita): West-Athene, Centraal-Athene, Zuid-Athene en Noord-Athene.

## Geografie
Nomos viel voor een groot deel samen met de agglomeratie Athene en grenste in het noorden en oosten aan het departement Oost-Attica, in het zuiden aan het departement Piraeus en in het zuiden aan de Golf van Egina. De grootste steden zijn, na Athene zelf Peristeri en Kallithea.

## Plaatsen in het voormaligedepartementAthene[3]
Door de bestuurlijke herindeling (Kallikratisprogramma) werden de departementen afgeschaft vanaf 2011. Er werden eveneens gemeentelijke herindelingen doorgevoerd, in de tabel hieronder “gemeente” genoemd. Er zijn nu nog 35 gemeenten, geen gemeenschappen.
| Plaats             | Hoofdplaats (vroeger) | Postcode                 | Gemeente                 | Huidige hoofdplaats | Regionale eenheid (2011)                        |
| ------------------ | --------------------- | ------------------------ | ------------------------ | ------------------- | ----------------------------------------------- |
| Agia Paraskevi     | Agia Paraskevi        | 153 41 - 43              | Agia Paraskevi (Athene)  | Agia Paraskevi      | Voreio Tomea Athinon (Sector Athene-Noord)      |
| Agia Varvara       | Agia Varvara          | 123 51                   | Agia Varvara             | Agia Varvara        | Dytiko Tomea Athinon (Sector Athene-West)       |
| Agioi Anargyroi    | Agioi Anargyroi       | 135 61 + 62              | Agioi Anargyroi-Kamatero | Agioi Anargyroi     | Dytiko Tomea Athinon (Sector Athene-West)       |
| Agios Dimitrios    | Brachami              | 173 36 + 41 - 43         | Agios Dimitrios          | Agios Dmitrios      | Notio Tomea Athinon (Sector Athene-Zuid)        |
| Aigaleo            | Aigaleo               | 122 41 - 43              | Aigaleo                  | Aigaleo             | Dytiko Tomea Athinon (Sector Athene-West)       |
| Alimos             | Kalamaki              | 174 55 + 56              | Alimos                   | Alimos              | Notio Tomea Athinon (Sector Athene-Zuid)        |
| Amarousio          | Marousi               |                          | Amarousio                | Amarousio           | Voreio Tomea Athinon (Sector Athene-Noord)      |
| Argyroupoli        | Argyroupoli           | 164 51 + 52              | Elliniko-Argyroupoli     | Argyroupoli         | Notio Tomea Athinon (Sector Athene-Zuid)        |
| Athina (Athene)    | Athina (Athene)       |                          | Athina (Athene)          | Athina (Athene)     | Kentriko Tomea Athinon (Sector Athene-Centraal) |
| Chaïdari           | Chaïdari              | 124 61 + 62              | Chaïdari                 | Chaïdari            | Dytiko Tomea Athinon (Sector Athene-West)       |
| Chalandri          | Chalandri             | 152 31 - 35 + 38         | Chalandri                | Chalandri           | Voreio Tomea Athinon (Sector Athene-Noord)      |
| Cholargos          | Cholargos             | 155 61 + 62              | Papagou-Cholargos        | Cholargos           | Voreio Tomea Athinon (Sector Athene-Noord)      |
| Dafni              | Dafni                 | 172 34 - 37              | Dafni-Ymittos            | Dafni               | Kentriko Tomea Athinon (Sector Athene-Centraal) |
| Ekali              | Ekali                 | 145 78                   | Kifisia                  | Kifisia             | Voreio Tomea Athinon (Sector Athene-Noord)      |
| Elliniko           | Elliniko              | 167 77                   | Elliniko-Argyroupoli     | Argyroupoli         | Notio Tomea Athinon (Sector Athene-Zuid)        |
| Filothei           | Filothei              | 152 37                   | Filothei-Psychiko        | Psychiko            | Voreio Tomea Athinon (Sector Athene-Noord)      |
| Galatsi            | Galatsi               | 111 46 + 47              | Galatsi                  | Galatsi             | Kentriko Tomea Athinon (Sector Athene-Centraal) |
| Glyfada            | Glyfada               | 165 61 + 62, 166 74 + 75 | Glyfada                  | Glyfada             | Notio Tomea Athinon (Sector Athene-Zuid)        |
| Ilion              | Nea Liosia            | 131 21 - 23              | Ilion (Nea Liosia)       | Ilion               | Dytiko Tomea Athinon (Sector Athene-West)       |
| Ilioupoli          | Iliopouli             | 163 41 - 46              | Ilioupoli                | Ilioupoli           | Kentriko Tomea Athinon (Sector Athene-Centraal) |
| Irakleio           | Nea Irakleio          | 141 21 - 22              | Irakleio Attikis         | Irakleio            | Voreio Tomea Athinon (Sector Athene-Noord)      |
| Kaisariani         | Kaisariani            | 161 21 + 22              | Kaisariani               | Kaisariani          | Kentriko Tomea Athinon (Sector Athene-Centraal) |
| Kallithea          | Kallithea             | 176 71 - 76              | Kallithea                | Kallithea           | Notio Tomea Athinon (Sector Athene-Zuid)        |
| Kamatero           | Kamatero              | 134 51                   | Agioi Anargyroi-Kamatero | Agioi Anargyroi     | Dytiko Tomea Athinon (Sector Athene-West)       |
| Kifisia            | Kifisia               | 145 61 - 64              | Kifisia                  | Kifisia             | Voreio Tomea Athinon (Sector Athene-Noord)      |
| Lykovrysi          | Lykovrysi             | 141 23                   | Lykovrysi-Pefki          | Pefki               | Voreio Tomea Athinon (Sector Athene-Noord)      |
| Melissia           | Melissia              | 151 27                   | Penteli                  | Melissia            | Voreio Tomea Athinon (Sector Athene-Noord)      |
| Metamorfosi        | Koukouvaounes         | 144 51 + 52              | Metamorfosi              | Metamorfosi         | Voreio Tomea Athinon (Sector Athene-Noord)      |
| Moschato           | Moschato              | 183 44 - 46              | Moschato-Tavros          | Moschato            | Notio Tomea Athinon (Sector Athene-Zuid)        |
| Nea Chalkidona     | Nea Chalkidona        | 143 43                   | Filadelfeia-Chalkidona   | Nea Filadelfeia     | Kentriko Tomea Athinon (Sector Athene-Centraal) |
| Nea Erythraia      | Nea Erythaia          | 146 71                   | Kifisia                  | Kifisia             | Voreio Tomea Athinon (Sector Athene-Noord)      |
| Nea Filadelfeia    | Nea Filadelfeia       | 143 41 + 42              | Filadelfeia-Chalkidona   | Nea Filadelfeia     | Kentriko Tomea Athinon (Sector Athene-Centraal) |
| Nea Ionia          | Nea Ionia             | 142 31 - 35              | Nea Ionia                | Nea Ionia           | Voreio Tomea Athinon (Sector Athene-Noord)      |
| Nea Penteli        | Nea Penteli           | 152 36                   | Penteli                  | Melissia            | Voreio Tomea Athinon (Sector Athene-Noord)      |
| Nea Smyrni         | Nea Smyrni            | 171 21 - 24              | Nea Smyrni               | Nea Smyrni          | Notio Tomea Athinon (Sector Athene-Zuid)        |
| Neo Psychiko       | Neo Psychiko          | 154 51                   | Filothei-Psychiko        | Psychiko            | Voreio Tomea Athinon (Sector Athene-Noord)      |
| Palaio Faliro      | Palaio Faliro         | 175 61 - 64              | Palaio Faliro            | Palaio Faliro       | Notio Tomea Athinon (Sector Athene-Zuid)        |
| Papagou            | Papagou               | 156 69                   | Papagou-Cholargos        | Cholargos           | Voreio Tomea Athinon (Sector Athene-Noord)      |
| Pefki              | Pefki                 | 151 21                   | Lykovrysi-Pefki          | Pefki               | Voreio Tomea Athinon (Sector Athene-Noord)      |
| Penteli            | Penteli               | 152 36                   | Penteli                  | Melissia            | Voreio Tomea Athinon (Sector Athene-Noord)      |
| Peristeri          | Peristeri             | 121 31 - 37              | Peristeri                | Peristeri           | Dytiko Tomea Athinon (Sector Athene-West)       |
| Petroupoli         | Petroupoli            | 132 31                   | Petroupoli               | Petroupoli          | Dytiko Tomea Athinon (Sector Athene-West)       |
| Psychiko           | Palaio Psychiko       | 154 52                   | Filothei-Psychiko        | Psychiko            | Voreio Tomea Athinon (Sector Athene-Noord)      |
| Tavros             | Tavros                | 153 44 + 177 78          | Moschato-Tavros          | Moschato            | Notio Tomea Athinon (Sector Athene-Zuid)        |
| Vrilissia          | Analipsi              | 152 35                   | Vrilissia                | Vrilissia           | Voreio Tomea Athinon (Sector Athene-Noord)      |
| Vyronas            | Vyronas               | 162 31 - 33              | Vyronas                  | Vyronas             | Kentriko Tomea Athinon (Sector Athene-Centraal) |
| Ymittos (Hymettos) | Ymittos (Hymettos)    | 172 36 + 37              | Dafni-Ymittos            | Dafni               | Kentriko Tomea Athinon (Sector Athene-Centraal) |
| Zografou           | Zografou              | 157 71 - 73              | Zografou                 | Zografou            | Kentriko Tomea Athinon (Sector Athene-Centraal) |